# 松尾憲治
松尾 憲治 （まつお けんじ、1949年6月22日 - ）は日本の実業家。明治安田生命代表取締役社長や、生命保険協会会長、日本野球関東地区連盟会長、ダイヤ高齢社会研究財団会長等を歴任した。

## 人物・経歴
福岡県出身。福岡県立小倉高等学校を経て、1973年神戸大学経済学部卒業。佐藤義雄元住友生命保険社長は高校の同級生で、大学受験浪人時にも同じ予備校に通った。大学卒業後明治生命保険（現明治安田生命保険）入社。長野支社長、不動産部長などを経て、2005年常務。同年代表取締役社長に昇格し、保険金不払い事件に対応した。2012年生命保険協会会長。2013年明治安田生命保険特別顧問、三菱財団理事。
2016年日本野球関東地区連盟会長。ダイヤ高齢社会研究財団会長、三菱UFJ銀行取締役、三菱総合研究所監査役、大同特殊鋼監査役、ダイヤ高齢社会研究財団会長、明治安田厚生事業団評議員、旭硝子財団評議員、久能カントリー倶楽部理事、国際金融情報センター監事、凌霜会理事、三菱財団監事等も務めた。2020年、旭日重光章受章。